# حاشية رود
حاشية رود هي قرية في مقاطعة خوي، إيران. عدد سكان هذه القرية هو 1,415 في سنة 2006.